# Pour l'amour du risque
Ne doit pas être confondu avec L'Agence tous risques.
Pour l'amour du risque (Hart to Hart) est une série télévisée américaine en 110 épisodes de 47 minutes et un pilote de 90 minutes, créée par Sidney Sheldon et diffusée entre le 25 août 1979 et le 22 mai 1984 sur ABC. Huit téléfilms de 90 minutes sont ensuite diffusés durant les années 1990.
En France la série est diffusée par paquets de treize épisodes à partir du 11 juillet 1982 sur TF1 (dans le cadre de l'émission La clé est sous le paillasson présentée par Bernard Golay) jusqu'au 10 janvier 1988, rediffusée sur M6 de 1994 à 1996 puis de nouveau sur TF1 entre juillet 2001 et mars 2002 ou encore sur TV Breizh. De septembre 2008 à 2009 sur Fox Life, du 2 janvier 2012 au 5 octobre 2012 sur Direct 8, de 2015 à 2017 sur Chérie 25 et enfin sur Téva à partir du 29 août 2022. Les téléfilms des années 1990 ont été diffusés sur RTL9 au début des années 2000 puis sur Téva après la série en 2022-2023.
En Belgique la série est diffusée sur Club RTL ; en Suisse sur la TSR1 et au Québec à partir du 17 décembre 1985 sur le réseau TVA.

## Synopsis
La série met en scène les enquêtes menées par un couple de milliardaires américains, par ailleurs détectives amateurs : Jonathan et Jennifer Hart. Jonathan est le dirigeant de la firme « Hart Industries » et Jennifer une journaliste indépendante.
Couple glamour par excellence, les Hart, aidés de leur domestique Max, sont sans cesse entraînés dans des aventures rocambolesques pleines d'intrigues et de meurtriers. Le couple possède un löwchen nommé  Février (Freeway en VO), un chien présent dans tous les épisodes se passant dans leur propriété.

## Distribution
- Robert Wagner (VF : Dominique Paturel) : Jonathan Hart
- Stefanie Powers (VF : Marion Loran) : Jennifer Hart
- Lionel Stander (VF : Edmond Bernard) : Max, le domestique des Hart
- Lee Wilkof (en) (VF : Marc François puis François Leccia)[2] : Stanley Friesen, le comptable de Hart Industries (10 épisodes)
- Mimi Maynard (VF : Maïk Darah) : Deanne, la secrétaire de Jonathan (10 épisodes)
- Wynn Irwin (VF : Richard Leblond) : l'inspecteur (Lt. en VO) Grey (10 épisodes)

## Téléfilms (1993-1996)
- 1993 : Pour l'amour du risque : Le Retour (Hart to Hart: Hart to Hart Returns) / Pas de fumée sans feu, avec Mike Connors, Ken Howard ;
- 1994 : Une curieuse petite ville (Hart to Hart: Home Is Where the Hart Is), avec Maureen O'Sullivan, Howard Keel, Roddy McDowall ;
- 1994 : Coup de théâtre (Hart to Hart: Crimes of the Hart) ;
- 1994 : L'Île du danger (Hart to Hart: Old Friends Never Die) ;
- 1995 : Secrets de famille (Hart to Hart: Secrets of the Hart), avec Marion Ross, Natasha Gregson Wagner (dans le rôle de Tibby), Pat Morita, John Beck et Donald Trump dans son propre rôle. En fin de générique, hommage à Lionel Stander (1908-1994) ;
- 1995 : Hart to Hart: Two Harts in Three-Quarters Time (inédit en français) ;
- 1996 : Hart to Hart: Harts in High Season (inédit en français) ;
- 1996 : Hart to Hart: Till Death Do Us Hart (inédit en français).

## Récompense
- Golden Globes 1983 : meilleur acteur dans un second rôle pour Lionel Stander.

## Édition en DVD
- Pour l'amour du risque - Intégrale de la saison 1 (23 novembre 2005) (ASIN B000BEU33Y).
- Pour l'amour du risque - Intégrale de la saison 2 (5 septembre 2006) (ASIN B000GH2XAC).
- Pour l'amour du risque - Intégrale des Saisons 1 & 2 ( 2023 ) Image 1:33 4/3 , Audio Français et Anglais Mono avec sous-titres français et anglais de ESC Distribution.

## Autour de la série

### Divers
- Le générique original de la série s'ouvre avec la voix de Max qui présente les deux héros, suivie du thème instrumental de la série composé par Mark Snow.
- Dans la version française un générique a été spécialement écrit par Haim Saban et Shuki Levy, chanté par Lionel Leroy interprète de nombreux autres génériques (Starsky & Hutch, Dallas, etc.).
- L’acteur Cary Grant fut pressenti un temps pour le rôle de Jonathan Hart. Celui de Jennifer a été proposé à Lindsay Wagner, l'actrice au rôle-titre de la série Super Jaimie.
- Dans la série la villa des Hart est localisée au 3100 Willow Pond Drive à Bel Air. En réalité la résidence est la fameuse villa Amber Hills située 3100 Mandeville Canyon Road à Los Angeles.
- Dans la version originale le chien Février s'appelle « Freeway ». Trouvé dans un refuge animalier le chien-acteur s'appelait en réalité Charlie Gray[3], de la race löwchen appelée aussi « petit chien lion ».
- Dans la version française la voix grave et chaleureuse de Jonathan Hart est celle de l'acteur Dominique Paturel. À la même époque le comédien doublait aussi J.R. Ewing (Larry Hagman) dans la série Dallas ainsi que l'aventurier Hannibal (George Peppard) dans L'Agence tous risques.
- Dans la plupart des scènes d'action Robert Wagner était doublé par le cascadeur Greg Barnett (en). Celui-ci aura même un petit rôle dans le dernier épisode de la série en y jouant le sosie de Jonathan.
- Les deux comédiens Robert Wagner et Stefanie Powers ont tous deux perdu leur conjoint durant le tournage de la série à quelques jours d'écart, en novembre 1981 (respectivement Natalie Wood fin novembre et William Holden début novembre).

### Voitures de la série
- Jonathan Hart et Jennifer Hart : Mercedes-Benz R107 (450 SL 1979 puis 380 SL 1981), Mercedes-Benz W123 (300 TD 1979 puis 300 TD Turbo-diesel 1981 couleur marron clair), Ferrari Dino 246 GT/GTS, Ford Bronco, Aston Martin V8 Volante Cabrio.
- Max : Bentley S3 Custom Convertible, Rolls-Royce Corniche convertible.

## Dans la culture populaire
- Le générique français a été repris par le groupe Explosion de caca[4].